# Santa Isabel del Mas Querol
Santa Isabel del Mas Querol és una capella del terme comunal de vila de Ceret, a la comarca del Vallespir (Catalunya del Nord), situada al Mas Querol.
És al sud-oest de la vila de Ceret, bastant lluny del nucli urbà. És al sud-oest del Mas de l'Arnau i al nord-oest del Coll d'en Llemosí.
És una capella petita, de construcció popular, d'una sola nau amb absis a llevant. Té un petit campanar d'espadanya damunt de la porta i un porxo davant d'aquesta porta.